# St. Michael (Affing)

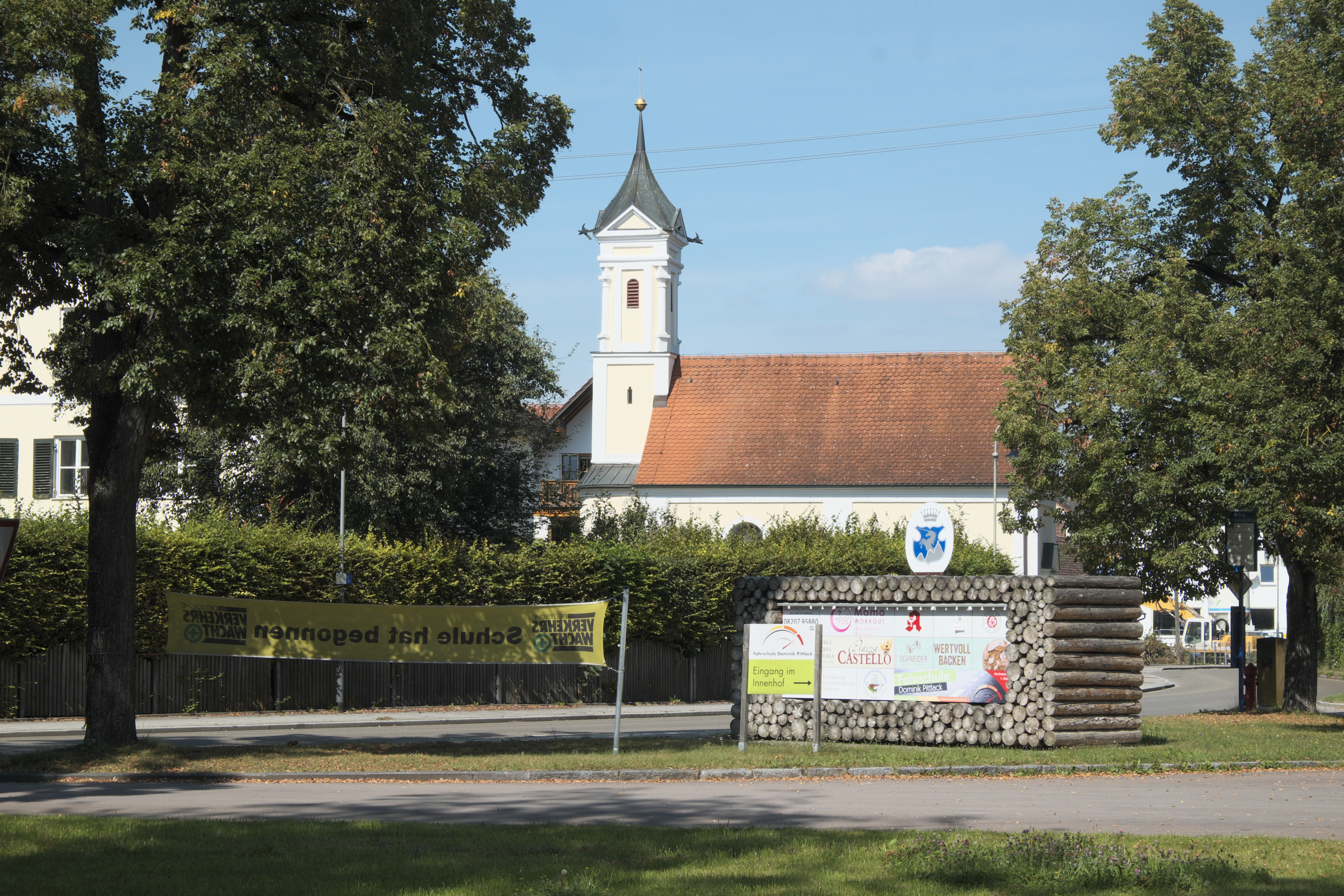
Kapelle St. Michael in Affing

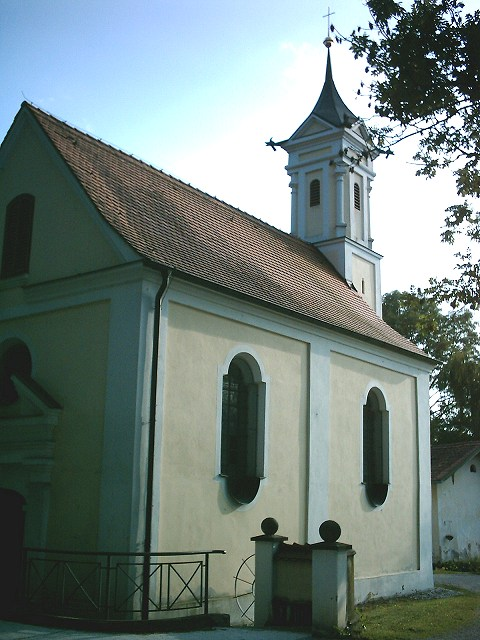
Ansicht von Norden

Die Kapelle St. Michael in Affing, einer Gemeinde im schwäbischen Landkreis Aichach-Friedberg, ist ein katholisches Kirchengebäude und wurde 1698 errichtet. Die nördlich der Pfarrkirche St. Peter und Paul  am Schlossplatz 8 stehende Kapelle ist ein geschütztes Baudenkmal.

## Architektur
Die dem Erzengel Michael geweihte Kapelle ist ein einschiffiger nach Westen ausgerichteter Bau. Er wird von einem Tonnengewölbe mit Stichkappen gedeckt. Über dem halbrunden Schluss befindet sich ein quadratischer Turm mit einer spitz auslaufenden Haube.
Die Stuckaturen stammen aus der Entstehungszeit der Kapelle. Auf dem Deckengemälde von 1698 wird der heilige Michael dargestellt wie er Luzifer stürzt.